# Губкина, Людмила
Людмила Губкина (бел. Людміла Губкіна; род. 13 августа 1973, Новополоцк, Витебская область) — белорусская легкоатлетка, специалистка по метанию молота. Выступала за сборную Белоруссии по лёгкой атлетике во второй половине 1990-х — первой половине 2000-х годов, обладательница серебряной и бронзовой медалей Универсиад, победительница и призёрка первенств национального значения, участница летних Олимпийских игр в Сиднее. Мастер спорта Республики Беларусь международного класса.

## Биография
Людмила Губкина родилась 28 мая 1972 года в городе Новополоцке Витебской области Белорусской ССР.
Занималась лёгкой атлетикой в Гродно, проходила подготовку под руководством заслуженного тренера Украины Владимира Васильевича Степанова.
Впервые заявила о себе в метании молота в сезоне 1995 года, показав 13-й результат в мире — 60,78 метра.
В 1996 году выиграла серебряную медаль на открытом зимнем чемпионате России по длинным метаниям в Сочи, стала чемпионкой Белоруссии в метании молота, на соревнованиях в Минске показала пятый результат мирового сезона — 65,02 метра.
В 1997 году в той же дисциплине была третьей на Кубке Европы в Мюнхене (68,24) и четвёртой на Универсиаде в Сицилии (63,48).
На чемпионате Европы 1998 года в Будапеште метнула молот на 63,03 метра и заняла итоговое шестое место.
В 1999 году стала серебряной призёркой на Универсиаде в Пальме (68,27), была шестой на чемпионате мира в Севилье (65,44).
В 2000 году вновь одержала победу на чемпионате Белоруссии, установила свой личный рекорд — 69,92. Благодаря череде удачных выступлений удостоилась права защищать честь страны на летних Олимпийских играх в Сиднее — в программе метания молота благополучно преодолела предварительный квалификационный этап, тогда как в финале показала результат 67,08 метра и расположилась в итоговом протоколе на шестой строке.
После сиднейской Олимпиады Губкина осталась действующей спортсменкой и продолжила принимать участие в крупнейших международных стартах. Так, в 2001 году она взяла бронзу на Универсиаде в Пекине (67,97), стала шестой на Играх доброй воли в Брисбене (64,24), отметилась выступлением на чемпионате мира в Эдмонтоне (63,58).
В 2002 году стартовала на чемпионате Европы в Мюнхене, но с результатом 62,18 метра в финал не вышла.
Впоследствии оставалась действующей спортсменкой вплоть до 2005 года, хотя в последнее время уже не показывала сколько-нибудь значимых результатов на международной арене.
За выдающиеся спортивные достижения удостоена почётного звания «Мастер спорта Республики Беларусь международного класса».